# 网脉肉托果
网脉肉托果（学名：Semecarpus reticulata）为漆树科肉托果属的植物。分布在越南、泰国、老挝以及中国大陆的云南等地，生长于海拔540米至1,350米的地区，一般生长在林中，目前尚未由人工引种栽培。